# Setenta y dos
El setenta y dos (72) es el número natural que sigue al setenta y uno y precede al setenta y tres.

## Propiedades matemáticas
- Es un número compuesto, que tiene los siguientes factores propios: 1, 2, 3, 4, 6, 8, 9, 12, 18, 24 y 36.
- Como la suma de sus factores es 123 > 72, se trata de un número abundante.
- Es un número oblongo formado a partir de 8 y su siguiente número, es decir, 8 · (8 + 1).
- Es un número de Harshad.
- Es la suma de cuatro primos consecutivos (13 + 17 + 19 + 23) y de seis primos consecutivos (5 + 7 + 11 + 13 + 17 + 19).
- Es el número de Aquiles más pequeño, ya que es un número poderoso que no es en sí mismo una potencia.
- Es el duodécimo miembro de la secuencia de números refactorizables.

## En ciencia
- El número atómico del hafnio.
- El número de horas en tres días.
- El Cúmulo globular M72, un cúmulo de magnitud 10,0 en la constelación de Acuario.
- El objeto del Nuevo Catálogo General NGC 72, una galaxia espiral barrada de magnitud 13,5 en la constelación de Andrómeda.
- La precesión de los equinoccios traza un par de conos unidos por sus vértices en un ciclo de aproximadamente 26 000 años, es decir 1 grado cada 72 años (aproximación al número entero más cercano).

## En religión
- El número de lenguas habladas en la Torre de Babel, según la tradición posterior.
- El número convencional de eruditos que tradujeron la Septuaginta, según el libro apócrifo de la "Carta de Aristeas".
- El número de compañeros de Zoroastro que fueron asesinados.[1]
- El número de discípulos enviados por Jesús en Lucas 10.
- El número de nombres de Dios, según la Cábala (ver Nombres de Dios en el judaísmo). El Shemhamphorash se relaciona con el número de los nombres de Dios.
- El número total de libros de la Biblia en la versión católica, si el Libro de las Lamentaciones se considera parte del Libro de Jeremías.
- La distribución actual del Apocalipsis es de 22 capítulos, adoptada desde el siglo XIII, pero la división más antigua conocida del texto es la del comentarista griego Andrés de Cesarea (siglo VI) en 72 capítulos.
- El número de personas asesinadas junto con el Imam Hussein en la batalla de Karbala.
- Los grados de la Escalera de Jacob eran 72, según el Zohar.
- Los 72 discípulos de Confucio que dominaron sus enseñanzas (también citados como 77).
- Se dice que Mahavira, el vigésimo cuarto y último tirthankara del jainismo, alcanzó el nirvana después de su muerte física a la edad de 72 años.
- Thoth, en un mito de la creación egipcio, gana un 72 de cada día del año de la Luna en un juego de damas, como un favor a Nut, la diosa del cielo. Utiliza estas porciones para hacer los cinco días intercalados en los que nacen los dioses restantes.[2][3][4]
- El dios Osiris fue encerrado en un ataúd por 72 malvados discípulos y cómplices de Seth.[5]
- A la edad de la pubertad, el joven parsi recibió la investidura del cordón sagrado Kucti elaborado con 72 lienzos en símbolo de la comunidad.
- En Cao Đài, el número de planetas entre el infierno y el cielo.
- Hay 72 estupas que componen Borobudur, el templo budista más grande del mundo.
- Se han encontrado 72 templos importantes en Angkor, sede del antiguo Imperio jemer.
- En el Islam, 72 es el número de sectas o denominaciones que están condenadas al Infierno, según los Hadiz (dichos de Mahoma).[6][7]
- El número de demonios sellados por el rey Salomón con La llave menor de Salomón.
- En el Islam 72 es el número de hermosas esposas que se prometen a los mártires en el paraíso, según los Hadiz (dichos de Mahoma).[8][9]

## En otros campos
- En puntos por pulgada (ppp), la resolución de pantalla predeterminada para una imagen o gráfico en una pantalla de Apple Macintosh.
- En tipografía, un punto equivale a 1/72 de pulgada.
- El par habitual en un campo de golf de 18 hoyos, especialmente en torneos.